# دانيلو (لاعب كرة قدم برازيلي)
دانيلو هو لاعب كرة قدم برازيلي، ولد في 21 يناير 1989 في ماسايو في البرازيل. لعب مع نادي إيتوانو.